# Chinese Volleyball League 2010-2011 (femminile)
La Chinese Volleyball League 2010-2011, massima serie  del campionato cinese di pallavolo femminile, si è svolta dal 2010 al 2011: al torneo hanno partecipato 10 squadre di club cinesi e la vittoria finale è andata per l'ottava volta, la quinta consecutiva, al Tianjin.

## Squadre partecipanti
| - Bayi - Guangdong Hengda - Henan - Jiangsu - Liaoning | - Shandong - Shanghai - Sichuan - Tianjin - Zhejiang |

## Premi individuali[1]
| Premio             | Giocatrice     | Squadra  |
| ------------------ | -------------- | -------- |
| MVP                | Wei Qiuyue     | Tianjin  |
| Miglior attaccante | Zhang Xiaoting | Tianjin  |
| Miglior muro       | Yang Zhou      | Zhejiang |
| Miglior servizio   | Ma Yunwen      | Shanghai |
| Miglior allenatore | Liu Xiaoming   | Tianjin  |

## Classifica finale[1]
| Pos | Squadra          | Verdetto                        |
| --- | ---------------- | ------------------------------- |
| 1   | Tianjin          | Al campionato asiatico per club |
| 2   | Guangdong Hengda |                                 |
| 3   | Shanghai         |                                 |
| 4   | Zhejiang         |                                 |
| 5   | Bayi             |                                 |
| 6   | Jiangsu          |                                 |
| 7   | Sichuan          |                                 |
| 8   | Liaoning         |                                 |
| 9   | Shandong         |                                 |
| 10  | Henan            |                                 |